# Abda
Abda se origina de um termo hebraico que tem o significado de " servo", "escravo" ou "adoração" de Deus.
1. Pai de Adonirão, que foi um oficial que tinha a função de recolher tributos, sob o governo de Salomão, I Reis 4:6.
2. Filho de Samua (Nee.11:17), chamado Obadias em I Crô.9:16(444 A.C.).

A palavra também não pode ser uma abreviação de Obadias, a fim de não se pronunciar o nome divino Yah já que Abdallah a mais de 1500 anos traduz-se como servo de Deus.